# Жираф Ротшильда
Жира́ф Ро́тшильда (лат. Giraffa camelopardalis rothschildi) — подвид жирафа (Giraffa camelopardalis), который считается самым редким. В дикой природе его представителей осталось менее чем 700, и все они обитают в заповедниках Кении и Уганды. 

## Таксономия
Жираф Ротшильда был назван в честь основателя Музея естествознания в Тринге Уолтера Ротшильда;  также известен как жираф Баринго (по названию области озера Баринго в Кении) и как угандийский жираф. 
В 2007 году было предложено выделить жирафа Ротшильда в самостоятельный вид, а не подвид.

## Описание
Уолтер Ротшильд, чье имя увековечено в названии, первым описал подвид жирафа с пятью рожками (оссиконами) на голове, а не с двумя.Это одна из отличительных особенностей фенотипа Giraffa camelopardalis rothschildi, который может родиться с пятью оссиконами.
Однако самой заметной чертой внешнего облика жирафов Ротшильда является необычайно высокий рост — до 6 метров: они самые высокие из всех жирафов и высочайшие млекопитающие в мире. 

## Размножение и продолжительность жизни
Спаривание у жирафов Ротшильда может происходить в любое время года. Беременность длится от 14 до 16 месяцев. Рождается, как правило, один детеныш.
Проводятся программы разведения жирафов Ротшильда в неволе, в частности в Центре жирафов в Найроби, Кения, направленные на расширение генофонда в дикой популяции подвида.
Ведется работа, нацеленная на получение потомства, и в некоторых зоопарках (около 450), где содержатся жирафы Ротшильда. Так, в Честерском зоопарке (Великобритания) имеется стадо более чем из десятка особей, в котором неоднократно случалось прибавление поголовья. В Одесском биопарке (Украина), по сообщениям СМИ, у пары жирафов Ротшильда — самки Яши и самца Васи — в 2018 году родился жирафенок, получивший кличку Арсений, а в июле 2020 года появился на свет Демьян (Дема), который 1 июня 2021 года был доставлен на постоянное жительство в Харьковский зоопарк. Когда юное пополнение коллекции достигнет зрелого возраста, ему собираются подыскать самку. Николаевский зоопарк также содержит два самца жирафов Ротшильда.
Продолжительность жизни жирафов Ротшильда составляет в дикой природе от 10 до 15 лет, а в зоопарках — от 20 до 27 (средняя продолжительность жизни жирафов в зоопарках — около 25 лет). 
Единственная в России представительница подвида — четырёхметровая Елизара, которая родилась в зоопарке Ростова-на Дону 28 декабря 1994-го (и с тех пор проживала там до самой смерти 12 января 2024 года), в 2021 году отметила 27-летие. Она старше всех особей данного подвида, содержащихся в Европе, как заявил заместитель директора по зоологии Пражского зоопарка Ярослав Шимек.